# Auburn (marka samochodów)

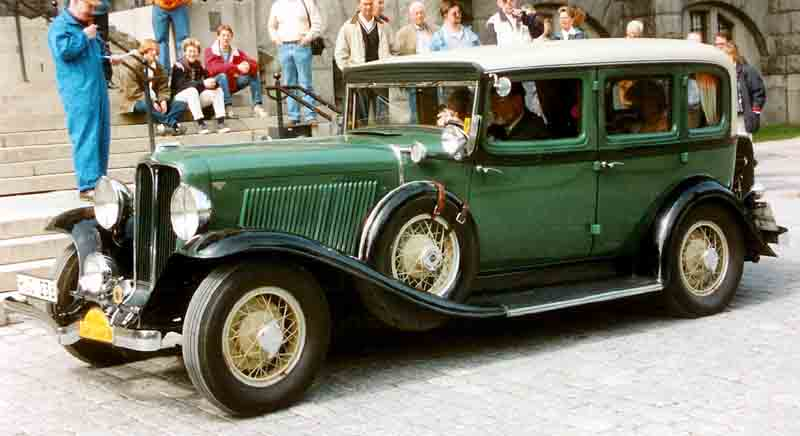
Auburn 8-100A Custom 4-Door Sedan 1932

Auburn – marka samochodów osobowych produkowanych w Stanach Zjednoczonych w latach 1900–1937 przez przedsiębiorstwo Auburn Automobile Company, powstałe po reorganizacji rodzinnej firmy Eckhart Carriage Company, którą przeprowadzili bracia Frank i Morris Eckhartowie.
W 1925 firmę przejął Errett Lobban Cord, przedsiębiorczy sprzedawca samochodów, założyciel marki Cord (1929). W 1926 wszedł w spółkę z przedsiębiorstwem Duesenberg. W latach trzydziestych pojawiły się najbardziej znane modele, w tym Auburn 851 Speedster. Errett Cord był jednak zmuszony sprzedać swoje udziały i w 1937 zakończono produkcję samochodów wszystkich trzech marek.